# Orthotylus rubidus
Orthotylus rubidus is een wants uit de familie van de blindwantsen (Miridae). De soort werd het eerst wetenschappelijk beschreven door Auguste Puton in 1874.

## Uiterlijk
De tamelijk ovaal gevormde blindwants is langvleugelig (macropteer) en kan 2,5 tot 3,5 mm lang worden. De wants is variabel van kleur, bleek geel, bruinrood of rood en is bedekt met zwarte haartjes. De antennes zijn geheel bruinrood, de pootjes geel of groen. Het doorzichtige deel van de voorvleugels is grijs met rode of bruine aders.

## Leefwijze
De soort leeft op zeekraal (Salicornia), langs de kust op schorren en kwelders en gebieden die tijdens vloed onder water staan. De wantsen zijn in mei volwassen en kunnen dan tot in september aangetroffen worden. Er zijn twee generaties per jaar en de soort overwintert als eitje.

## Leefgebied
In Nederland wordt de soort alleen gevonden langs de kust van de Waddenzee en in de Zeeuwse delta. De soort is in Nederland zeer zeldzaam maar komt in het Palearctisch gebied voor van Europa tot het noordoosten van China en het Midden-Oosten.